# Werner Holthöfer
Werner Holthöfer (Bielefeld, 12 de desembre de 1922) fou un ciclista alemany, professional des del 1948 fins al 1955. Va combinar tant el ciclisme en pista com en ruta.

## Palmarès
- 1947
  - 1r a la Volta a Colònia amateur
- 1949
  -  Campió d'Alemanya en Madison (amb Günther Pankoke)
- 1952
  - Vencedor d'una etapa de la Volta a Alemanya